# Nati nel 1997/Agosto
| Questa pagina contiene informazioni ricavate automaticamente dalle voci biografiche con l'ausilio del template Bio e di un bot. L'aggiornamento è periodico e automatico e ricostruisce completamente la pagina. Se manca una persona in questa lista, sei pregato di non aggiungerla, ma accertati piuttosto che la sua voce biografica contenga il template Bio e che i dati anagrafici siano correttamente compilati. Se il template Bio manca, inseriscilo tu stesso o, in alternativa, metti l'avviso {{tmp\|Bio}} che ne segnala la mancanza. Se i dati riportati sono sbagliati, correggi direttamente la voce biografica; le modifiche saranno visibili in questa lista entro pochi giorni. Per chiarimenti vedi il progetto biografie. La lista contiene solo le 431 persone che sono citate nell'enciclopedia e per le quali è stato implementato correttamente il template Bio. Pagina aggiornata al 18 ago 2025. |

- 1º agosto - Kévin Aymoz, pattinatore francese
- 1º agosto - Biljana Dudova, lottatrice bulgara
- 1º agosto - Sergio Higuita, ciclista su strada colombiano
- 1º agosto - Jayce Johnson, cestista statunitense
- 1º agosto - Yomif Kejelcha, mezzofondista etiope
- 1º agosto - Moses Koech, mezzofondista keniota
- 1º agosto - Miquel Pons, pilota motociclistico spagnolo
- 1º agosto - Marie Schölzel, pallavolista tedesca
- 1º agosto - Aleksandra Wolczyńska, lottatrice polacca
- 2 agosto - Filip Balaj, calciatore slovacco
- 2 agosto - Clément Berthet, ciclista su strada e mountain biker francese
- 2 agosto - Thierry Catherine, calciatore francese
- 2 agosto - Hilmar Leon Jakobsen, ex calciatore faroese
- 2 agosto - Ke Jie, goista cinese
- 2 agosto - Adrián Káčerik, calciatore slovacco
- 2 agosto - Jesús Tonatiú López, mezzofondista messicano
- 2 agosto - Guilherme Mantuan, calciatore brasiliano
- 2 agosto - Austin Theory, wrestler statunitense
- 2 agosto - Enrico Zanoncello, ciclista su strada e pistard italiano
- 2 agosto - Ivan Šaponjić, calciatore serbo
- 3 agosto - Key Glock, rapper statunitense
- 3 agosto - Daniel Crowley, calciatore inglese
- 3 agosto - Marlon Evans, calciatore statunitense
- 3 agosto - ElGrandeToto, rapper marocchino
- 3 agosto - Derek Gee, ciclista su strada e pistard canadese
- 3 agosto - Shion Inoue, calciatore giapponese
- 3 agosto - Ronald Jones II, giocatore di football americano statunitense
- 3 agosto - Julien Le Cardinal, calciatore francese
- 3 agosto - Stefan Peno, cestista serbo
- 3 agosto - Justin Ress, nuotatore statunitense
- 3 agosto - Luis Ruiz, calciatore venezuelano
- 3 agosto - Augustine Williams, calciatore sierraleonese
- 4 agosto - Azeez Al-Shaair, giocatore di football americano statunitense
- 4 agosto - Mollie Green, calciatrice inglese
- 4 agosto - Bence Halász, martellista ungherese
- 4 agosto - Tuva Hansen, calciatrice norvegese
- 4 agosto - Nana Ichise, calciatrice giapponese
- 4 agosto - Facundo Kidd, calciatore uruguaiano
- 4 agosto - André Lamoglia, attore brasiliano
- 4 agosto - Karolis Lukošiūnas, cestista lituano
- 4 agosto - Pietro Martino, calciatore italiano
- 4 agosto - Miye Oni, cestista britannico
- 4 agosto - Tyrell Richard, velocista statunitense
- 4 agosto - Natalia Strzałka, lottatrice polacca
- 4 agosto - Mark Sykes, calciatore nordirlandese
- 4 agosto - Cinzia Zehnder, calciatrice svizzera
- 5 agosto - Mohammed Al Attas, calciatore emiratino
- 5 agosto - Yungblud, cantautore britannico
- 5 agosto - Olivia Holt, attrice, cantante e modella statunitense
- 5 agosto - Adam Irigoyen, attore e cantante statunitense
- 5 agosto - Bryan Passi, calciatore francese
- 5 agosto - Lazar Ranđelović, calciatore serbo
- 5 agosto - Luca Salvo, giocatore di football americano tedesco
- 5 agosto - Luther Singh, calciatore sudafricano
- 5 agosto - Laura Waem, ginnasta belga
- 5 agosto - Marcus Weathers, cestista statunitense
- 5 agosto - Michael Weathers, cestista statunitense
- 5 agosto - Clara van Wel, cantautrice neozelandese
- 5 agosto - Jack White, cestista australiano
- 5 agosto - Takahiro Yanagi, calciatore giapponese
- 6 agosto - Antonio Abbate, regista italiano
- 6 agosto - Noah Billingsley, calciatore neozelandese
- 6 agosto - Hassani Dotson, calciatore statunitense
- 6 agosto - Meschack Elia, calciatore della Repubblica Democratica del Congo
- 6 agosto - Filip Jović, calciatore serbo
- 6 agosto - Mutsuki Katō, calciatore giapponese
- 6 agosto - Lallianzuala Chhangte, calciatore indiano
- 6 agosto - Dimitrije Nikolić, cestista serbo
- 6 agosto - Keaton Parks, calciatore statunitense
- 6 agosto - Hunter Pollack, attivista statunitense
- 6 agosto - Anatolie Prepeliță, calciatore moldavo
- 6 agosto - Kristína Schmiedlová, tennista slovacca
- 6 agosto - Sander Svendsen, calciatore norvegese
- 6 agosto - Marcus Thuram, calciatore francese
- 6 agosto - Welton, calciatore brasiliano
- 6 agosto - Paolo Yrizar, calciatore messicano
- 7 agosto - Emmanuel Arowolo, velocista nigeriano
- 7 agosto - Juninho Bacuna, calciatore olandese
- 7 agosto - Francesca Bosio, pallavolista italiana
- 7 agosto - Matty Cash, calciatore inglese
- 7 agosto - Rezan Corlu, calciatore danese
- 7 agosto - Brett Gray, attore statunitense
- 7 agosto - Donta Hall, cestista statunitense
- 7 agosto - Alex Highsmith, giocatore di football americano statunitense
- 7 agosto - Roy Lopez, giocatore di football americano statunitense
- 7 agosto - Alfonso Maquensi, giocatore di calcio a 5 e ex giocatore di beach soccer panamense
- 7 agosto - Kyler Murray, giocatore di football americano statunitense
- 7 agosto - Evaluna Montaner, attrice e cantante venezuelana
- 7 agosto - Roman Safiullin, tennista russo
- 7 agosto - Edmir Sali, calciatore albanese
- 7 agosto - Jordan Torunarigha, calciatore tedesco
- 7 agosto - Lee Woo-seok, arciere sudcoreano
- 7 agosto - Ahmed Yassin, calciatore egiziano
- 8 agosto - Galatéa Bellugi, attrice francese
- 8 agosto - Irvin Cardona, calciatore francese
- 8 agosto - Gawin Caskey, attore e cantante thailandese
- 8 agosto - José Cotrina, calciatore peruviano
- 8 agosto - Pape Cheikh Diop, calciatore senegalese
- 8 agosto - Kyle Duncan, calciatore statunitense
- 8 agosto - Karim Ezzeddine, cestista libanese
- 8 agosto - Louise Fleury, calciatrice francese
- 8 agosto - Tommaso Guariglia, cestista italiano
- 8 agosto - Filip Jagiełło, calciatore polacco
- 8 agosto - Cadu, calciatore brasiliano
- 8 agosto - Kōki Ogawa, calciatore giapponese
- 8 agosto - Albert Popov, sciatore alpino bulgaro
- 8 agosto - Antonee Robinson, calciatore statunitense
- 8 agosto - Theo Rose, cantante, attrice e conduttrice televisiva rumena
- 8 agosto - Jon Runyan Jr., giocatore di football americano statunitense
- 8 agosto - Karim Walid, calciatore egiziano
- 8 agosto - Asimenye Simwaka, velocista e ex calciatrice malawiana
- 8 agosto - George Steffey, sciatore alpino statunitense
- 8 agosto - Carlos Taberner, tennista spagnolo
- 8 agosto - Marija Tolkačëva, ginnasta russa
- 8 agosto - Panipak Wongpattanakit, taekwondoka thailandese
- 8 agosto - Andwuelle Wright, lunghista trinidadiano
- 8 agosto - Scott Wright, calciatore scozzese
- 8 agosto - Evgenija Šelgunova, ginnasta russa
- 9 agosto - Hifumi Abe, judoka giapponese
- 9 agosto - Leon Bailey, calciatore giamaicano
- 9 agosto - Sergio Córdova, calciatore venezuelano
- 9 agosto - Bohdan Cymbal, biatleta ucraino
- 9 agosto - Ulysees Gilbert, giocatore di football americano statunitense
- 9 agosto - Yara Kastelijn, ciclocrossista e ciclista su strada olandese
- 9 agosto - Rikke Marie Madsen, calciatrice danese
- 9 agosto - Cristian Manea, calciatore rumeno
- 9 agosto - Tredici Pietro, rapper e cantante italiano
- 9 agosto - Yadiel Nadal, pallavolista portoricano
- 9 agosto - Filip Platter, ex sciatore alpino svedese
- 9 agosto - Tamara Salazar, sollevatrice ecuadoriana
- 9 agosto - Luisa Stefani, tennista brasiliana
- 9 agosto - Gabriel Suazo, calciatore cileno
- 9 agosto - Natalliah Whyte, velocista giamaicana
- 10 agosto - Saad Agouzoul, calciatore marocchino
- 10 agosto - Iván García Martínez, taekwondoka spagnolo
- 10 agosto - Kylie Jenner, imprenditrice, personaggio televisivo e socialite statunitense
- 10 agosto - Luca Marini, pilota motociclistico italiano
- 10 agosto - Acácio Quifucussa, judoka angolano
- 10 agosto - Shehab Qunbar, calciatore palestinese
- 10 agosto - Anisur Rahman, calciatore bangladese
- 10 agosto - Sara Takatsuki, attrice, modella e cantante giapponese
- 10 agosto - Demajeo Wiggins, cestista statunitense
- 11 agosto - Andrija Balić, calciatore croato
- 11 agosto - Calin, cantante e rapper moldavo
- 11 agosto - Giovanni Crociata, calciatore italiano
- 11 agosto - Kimberly Drewniok, pallavolista tedesca
- 11 agosto - Elena, cantante serba
- 11 agosto - Mauro Fernández, calciatore uruguaiano
- 11 agosto - Kyle Guy, ex cestista e allenatore di pallacanestro statunitense
- 11 agosto - Saba, cantante, modella e attrice teatrale danese
- 11 agosto - Guilherme Ramos, calciatore portoghese
- 11 agosto - Isiaha Mike, cestista canadese
- 11 agosto - Gabriel Neves, calciatore uruguaiano
- 11 agosto - Nicholas Opoku, calciatore ghanese
- 11 agosto - Nicole Yeargin, velocista britannica
- 11 agosto - Kevin Zonzini, calciatore sammarinese
- 12 agosto - Steve Ambri, calciatore francese
- 12 agosto - Kwesi Appiah, calciatore ghanese
- 12 agosto - Matias Belli Moldskred, calciatore nicaraguense
- 12 agosto - Elizabeth Cui, tuffatrice neozelandese
- 12 agosto - Kyra Edwards, canottiera britannica
- 12 agosto - Uche Eke, ginnasta nigeriano
- 12 agosto - Isabella Hartig, calciatrice tedesca
- 12 agosto - Margret Hassan, velocista sudsudanese
- 12 agosto - Denis Kajkov, calciatore russo
- 12 agosto - Georgino M'Vondo, calciatore centrafricano
- 12 agosto - Yōta Maejima, calciatore giapponese
- 12 agosto - Geirald Meyer, giocatore di calcio a 5 e calciatore norvegese
- 12 agosto - Hotaka Nakamura, calciatore giapponese
- 12 agosto - Philipp Pomer, calciatore austriaco
- 12 agosto - Aleksandr Saplinov, calciatore russo
- 12 agosto - Gianluca Talamo, lottatore italiano
- 12 agosto - Rasmus Vinderslev, calciatore danese
- 12 agosto - Zachar Volkaŭ, calciatore bielorusso
- 12 agosto - Julija Šuljar, atleta paralimpica ucraina
- 13 agosto - A.J. Arcuri, giocatore di football americano statunitense
- 13 agosto - Dorian De Maeght, ciclista su strada e ciclocrossista belga
- 13 agosto - Saskia Feige, marciatrice tedesca
- 13 agosto - Conny Giussani, ex ginnasta svizzera
- 13 agosto - Irfan Fandi, calciatore singaporiano
- 13 agosto - Zach Jackson, cestista statunitense
- 13 agosto - Pol Lirola, calciatore spagnolo
- 13 agosto - Luca Magnino, calciatore italiano
- 13 agosto - Patrick Mekari, giocatore di football americano statunitense
- 13 agosto - Yeo Jin-goo, attore sudcoreano
- 14 agosto - Mohammed Al-Rubaie, calciatore saudita
- 14 agosto - Lucas Arce, calciatore argentino
- 14 agosto - Devin Asiasi, giocatore di football americano statunitense
- 14 agosto - Valdu Té, calciatore guineense
- 14 agosto - Weston Carr, giocatore di football americano statunitense
- 14 agosto - Lior Carreira, cestista israeliano
- 14 agosto - Grad Damen, calciatore olandese
- 14 agosto - Andi Farid Izdihar, pilota motociclistico indonesiano
- 14 agosto - Mfiondu Kabengele, cestista canadese
- 14 agosto - Rodrigo Mathiola, calciatore brasiliano
- 14 agosto - Marko Mijailović, calciatore serbo
- 14 agosto - Greet Minnen, tennista belga
- 14 agosto - Angel Romaeo, ginnasta gallese
- 14 agosto - Tiffany Tatum, attrice pornografica ungherese
- 14 agosto - Malik Toppin, cestista statunitense
- 14 agosto - Maqsat Täýkenov, calciatore kazako
- 14 agosto - Jabari Zuniga, giocatore di football americano statunitense
- 15 agosto - Olga Ahtinen, calciatrice finlandese
- 15 agosto - Megan Barker, pistard e ciclista su strada britannica
- 15 agosto - Sabit Bilali, calciatore croato
- 15 agosto - Jason Burnell, cestista statunitense
- 15 agosto - Arianna Castiglioni, nuotatrice italiana
- 15 agosto - Thomas Koenig, arciere francese
- 15 agosto - David Lischka, calciatore ceco
- 15 agosto - Olivier Mbaizo, calciatore camerunese
- 15 agosto - Taylor Mims, pallavolista statunitense
- 15 agosto - Adrián Mora, calciatore messicano
- 15 agosto - Nicoline Sørensen, ex calciatrice danese
- 16 agosto - José María Carrasco, calciatore boliviano
- 16 agosto - Miguel Castro, ex calciatore peruviano
- 16 agosto - Greyson Chance, pianista, cantante e youtuber statunitense
- 16 agosto - Piper Curda, attrice e cantante statunitense
- 16 agosto - Mattia Gori, hockeista su pista italiano
- 16 agosto - Anastasija Guženkova, nuotatrice russa
- 16 agosto - Tilly Keeper, attrice britannica
- 16 agosto - Paola Lanzilotti, nuotatrice italiana
- 16 agosto - Aihen Muñoz, calciatore spagnolo
- 16 agosto - Facundo Nadalín, calciatore argentino
- 16 agosto - Sumit Nagal, tennista indiano
- 16 agosto - Henrich Ravas, calciatore slovacco
- 16 agosto - Joao Joshimar Rojas, calciatore ecuadoriano
- 17 agosto - Javier Avilés, calciatore spagnolo
- 17 agosto - Sergio Bermejo, calciatore spagnolo
- 17 agosto - Sebastián Galani, calciatore cileno
- 17 agosto - Kalle Koblet, snowboarder svizzero
- 17 agosto - Ryan Ledson, calciatore inglese
- 17 agosto - Wilbert London, velocista statunitense
- 17 agosto - Royce Newman, giocatore di football americano statunitense
- 17 agosto - Guillermo Paiva, calciatore paraguaiano
- 17 agosto - Derrek Tuszka, giocatore di football americano statunitense
- 18 agosto - Abdel Hakim Abdallah, calciatore francese
- 18 agosto - Roko Badžim, cestista croato
- 18 agosto - Prince Barrie, calciatore sierraleonese
- 18 agosto - Lucas Bergamini, sportivo brasiliano
- 18 agosto - Vincenzo Caponigro, giocatore di calcio a 5 italiano
- 18 agosto - Yohanes Chiappinelli, siepista, mezzofondista e maratoneta italiano
- 18 agosto - Matej Cvetanoski, calciatore macedone
- 18 agosto - DeMarco Dickerson, cestista statunitense
- 18 agosto - Jean-Armel Drolé, calciatore ivoriano
- 18 agosto - Kálmán Furkó, canottiere ungherese
- 18 agosto - Manuela Giugliano, calciatrice italiana
- 18 agosto - Chidamba Hazemba, velocista zambiano
- 18 agosto - Li Jiaman, arciera cinese
- 18 agosto - Kelvin Giacobe Alves dos Santos, calciatore brasiliano
- 18 agosto - Christoph Kobald, calciatore austriaco
- 18 agosto - Josephine Langford, attrice australiana
- 18 agosto - Renato Sanches, calciatore portoghese
- 18 agosto - Joey Taylor, calciatore montserratiano
- 18 agosto - Kévin Zohi, calciatore ivoriano
- 19 agosto - Kris Bubic, giocatore di baseball statunitense
- 19 agosto - Joseph Castanon, attore statunitense
- 19 agosto - Dylan Chambost, calciatore francese
- 19 agosto - Adrien Costa, ex ciclista su strada statunitense
- 19 agosto - Bartłomiej Drągowski, calciatore polacco
- 19 agosto - Darrell Henderson, giocatore di football americano statunitense
- 19 agosto - Hong Seung-hee, attrice sudcoreana
- 19 agosto - Rainer Kepplinger, ciclista su strada austriaco
- 19 agosto - Michael López, calciatore argentino
- 19 agosto - Alan Medina, calciatore messicano
- 19 agosto - Trhae Mitchell, cestista statunitense
- 19 agosto - Cleiton Schwengber, calciatore brasiliano
- 19 agosto - John Simpson, giocatore di football americano statunitense
- 19 agosto - Akaki Tabutsadze, rugbista a 15 georgiano
- 19 agosto - Killy, rapper canadese
- 19 agosto - Marija Titova, ex ginnasta russa
- 19 agosto - Thibault Vlietinck, calciatore belga
- 19 agosto - Florian Wellbrock, nuotatore tedesco
- 19 agosto - Giorgia Whigham, attrice statunitense
- 20 agosto - Zach Allen, giocatore di football americano statunitense
- 20 agosto - Daouda Camara, calciatore guineano
- 20 agosto - Magnus Christensen, calciatore danese
- 20 agosto - Godberg Cooper, calciatore italiano
- 20 agosto - Kenan Fatkič, calciatore sloveno
- 20 agosto - Reggie Gilliam, giocatore di football americano statunitense
- 20 agosto - Alain Ipiélé, calciatore congolese (Repubblica del Congo)
- 20 agosto - Henri Kantonen, cestista finlandese
- 20 agosto - Vasyl' Kravec', calciatore ucraino
- 20 agosto - Kaho Minagawa, ginnasta giapponese
- 20 agosto - Charles Omenihu, giocatore di football americano statunitense
- 20 agosto - Jean-Marc Pansa, cestista francese
- 20 agosto - Philippe Rommens, calciatore belga
- 20 agosto - Thalita Simplício, atleta paralimpica brasiliana
- 21 agosto - Uriel Antuna, calciatore messicano
- 21 agosto - Ned Azemia, ostacolista seychellese
- 21 agosto - Sofia Bertizzolo, ciclista su strada e pistard italiana
- 21 agosto - Alexandru Boiciuc, calciatore moldavo
- 21 agosto - Elena Brugger, lottatrice tedesca
- 21 agosto - Micheal Clemons, giocatore di football americano statunitense
- 21 agosto - Raekwon Davis, giocatore di football americano statunitense
- 21 agosto - Chris Helbig, giocatore di football americano statunitense
- 21 agosto - Pedro Lagoa, calciatore portoghese
- 21 agosto - Marcelo Miño, calciatore argentino
- 21 agosto - Samuele Perisan, calciatore italiano
- 21 agosto - Landon Young, giocatore di football americano statunitense
- 22 agosto - Megan Bankes, ex biatleta canadese
- 22 agosto - Maxx Crosby, giocatore di football americano statunitense
- 22 agosto - Jacob Dudman, attore e doppiatore britannico
- 22 agosto - Nikola Gjorgjev, calciatore svizzero
- 22 agosto - Lautaro Martínez, calciatore argentino
- 22 agosto - Eric Ocansey, calciatore ghanese
- 22 agosto - Agate Rašmane, tiratrice a segno lettone
- 22 agosto - Dru Samia, giocatore di football americano statunitense
- 22 agosto - Emil Zulian, snowboarder italiano
- 22 agosto - Wendson, calciatore brasiliano
- 22 agosto - Braian Álvarez, calciatore argentino
- 23 agosto - Graeme Fish, pattinatore di velocità su ghiaccio canadese
- 23 agosto - Egor Geraščenko, danzatore russo
- 23 agosto - Achsarbek Gulajev, lottatore slovacco
- 23 agosto - Chloe Cherry, ex attrice pornografica statunitense
- 23 agosto - Etta, rapper finlandese
- 23 agosto - Óscar Melendo, calciatore spagnolo
- 23 agosto - Romel Morales, calciatore colombiano
- 23 agosto - Santiago Rodríguez, calciatore argentino
- 23 agosto - Lazaros Rota, calciatore greco
- 23 agosto - Juan Soriano, calciatore spagnolo
- 23 agosto - Emma White, ex pistard, ciclista su strada e ciclocrossista statunitense
- 23 agosto - Lil Yachty, rapper statunitense
- 24 agosto - Lamine Ba, calciatore francese
- 24 agosto - Amber Bongard, attrice tedesca
- 24 agosto - Fu Hao, cestista cinese
- 24 agosto - Yulián Gómez, calciatore colombiano
- 24 agosto - Xavier Jones, giocatore di football americano statunitense
- 24 agosto - Gavriel Kanichowsky, calciatore israeliano
- 24 agosto - Karoline Leavitt, politica statunitense
- 24 agosto - Nicla Mosetti, ostacolista italiana
- 24 agosto - Heinz Mörschel, calciatore dominicano
- 24 agosto - Karol Robak, taekwondoka polacco
- 24 agosto - Gastón Roselló, calciatore uruguaiano
- 24 agosto - Szymon Sajnok, ciclista su strada e pistard polacco
- 24 agosto - Alan Walker, disc jockey e produttore discografico norvegese
- 25 agosto - Diego Alende, calciatore spagnolo
- 25 agosto - Pedro Amaral, calciatore portoghese
- 25 agosto - Simon Buysse, cestista belga
- 25 agosto - Mohammadali Esteki, rugbista a 15 iraniano
- 25 agosto - Holly Gibbs, attrice britannica
- 25 agosto - Jaylinn Hawkins, giocatore di football americano statunitense
- 25 agosto - Jay Huff, cestista statunitense
- 25 agosto - Cameron Hunt, cestista statunitense
- 25 agosto - Osman Kakay, calciatore sierraleonese
- 25 agosto - Kōki Machida, calciatore giapponese
- 25 agosto - Maty Noyes, cantante statunitense
- 25 agosto - Katie Ormerod, snowboarder britannica
- 25 agosto - Luis Perea Hernández, calciatore spagnolo
- 25 agosto - Morgan Schild, sciatrice freestyle statunitense
- 25 agosto - Markus Thormeyer, nuotatore canadese
- 25 agosto - Aslan Zetterberg, giocatore di football americano svedese
- 26 agosto - Daniel Alessi, calciatore australiano
- 26 agosto - Marvin Anieboh, calciatore spagnolo
- 26 agosto - Jon Bell, calciatore statunitense
- 26 agosto - Mickaël Biron, calciatore francese
- 26 agosto - Cordae, rapper e cantautore statunitense
- 26 agosto - Yan Brice Eteki, calciatore camerunese
- 26 agosto - Luk'a Imnadze, calciatore georgiano
- 26 agosto - Karolína Indráčková, saltatrice con gli sci ceca
- 26 agosto - Samuel Kalu, calciatore nigeriano
- 26 agosto - Kylor Kelley, cestista statunitense
- 26 agosto - Lee Jin-hyun, calciatore sudcoreano
- 26 agosto - Sebastián Lentinelly, calciatore uruguaiano
- 26 agosto - Hugo Magallanes, calciatore uruguaiano
- 26 agosto - Mae Muller, cantautrice britannica
- 26 agosto - Nickson Gabriel Reis Silva, calciatore brasiliano
- 26 agosto - DJ Taylor, calciatore statunitense
- 27 agosto - Ufuk Akyol, calciatore turco
- 27 agosto - Kirill Beljaev, nuotatore russo
- 27 agosto - Laurynas Birutis, cestista lituano
- 27 agosto - Malik Harris, cantante tedesco
- 27 agosto - Zach Harting, nuotatore statunitense
- 27 agosto - Eirik Haugan, calciatore norvegese
- 27 agosto - Kári Jónsson, cestista islandese
- 27 agosto - Yukako Kawai, lottatrice giapponese
- 27 agosto - Erik McCoy, giocatore di football americano statunitense
- 27 agosto - Willian Pozo, calciatore cubano
- 27 agosto - Niek Roozen, attore olandese
- 27 agosto - Lucas Paquetá, calciatore brasiliano
- 28 agosto - Jacopo Olmo Antinori, attore italiano
- 28 agosto - Keidi Bare, calciatore albanese
- 28 agosto - Bazzi, cantautore e produttore discografico statunitense
- 28 agosto - Antonio Bosec, calciatore croato
- 28 agosto - Mohamed Ali Camara, calciatore guineano
- 28 agosto - Anna Cockrell, ostacolista e velocista statunitense
- 28 agosto - Nada Hafez, schermitrice egiziana
- 28 agosto - Deborah Levi, bobbista e velocista tedesca
- 28 agosto - Abdel Medioub, calciatore francese
- 28 agosto - Darren Muselet, attore francese
- 28 agosto - Reilly Opelka, tennista statunitense
- 28 agosto - Marcel Ponitka, cestista polacco
- 28 agosto - Sara Quadrelli, calciatrice italiana
- 28 agosto - Facundo Rizzi, calciatore argentino
- 28 agosto - Gerson Torres Barrantes, calciatore costaricano
- 28 agosto - Mykal Walker, giocatore di football americano statunitense
- 28 agosto - Wendel, calciatore brasiliano
- 28 agosto - Andre Wesson, cestista statunitense
- 29 agosto - Francesca Cusinatti, artista marziale italiana
- 29 agosto - Ravanelli Ferreira dos Santos, calciatore brasiliano
- 29 agosto - Adam Hague, astista britannico
- 29 agosto - Hugo Ferreira de Farias, calciatore brasiliano
- 29 agosto - Maarten Hurkmans, canottiere olandese
- 29 agosto - Gédéon Kalulu, calciatore congolese (Repubblica Democratica del Congo)
- 29 agosto - Ainsley Maitland-Niles, calciatore inglese
- 29 agosto - Vladimer Mamuchashvili, calciatore georgiano
- 29 agosto - David Okereke, calciatore nigeriano
- 29 agosto - Jacob Ouro Ortmark, calciatore svedese
- 29 agosto - Saúl Salcedo, calciatore paraguaiano
- 29 agosto - Deian Sorescu, calciatore rumeno
- 29 agosto - Okiana Valle, pallavolista portoricana
- 29 agosto - Polimá Westcoast, cantante e rapper cileno
- 30 agosto - Dael Fry, calciatore inglese
- 30 agosto - Dana Gaier, attrice e doppiatrice statunitense
- 30 agosto - Hannibal Gaskin, nuotatore guyanese
- 30 agosto - Nathaniel Gleed, attore britannico
- 30 agosto - Courtney Hoffos, sciatrice freestyle canadese
- 30 agosto - DaQuan Jeffries, cestista statunitense
- 30 agosto - Tobias Lauritsen, calciatore norvegese
- 30 agosto - Omar Moussa, calciatore burundese
- 30 agosto - Alfa Semedo, calciatore guineense
- 31 agosto - Brandon Childress, cestista statunitense
- 31 agosto - Tomasz Fornal, pallavolista polacco
- 31 agosto - Guo Quanbo, calciatore cinese
- 31 agosto - Maximilian Göppel, calciatore liechtensteinese
- 31 agosto - Denys Kostyšyn, calciatore ucraino
- 31 agosto - Leem Lubany, attrice palestinese
- 31 agosto - Dika Mem, pallamanista francese
- 31 agosto - Gijs Smal, calciatore olandese
- 31 agosto - Matthew Soukup, saltatore con gli sci canadese
- 31 agosto - Eliezer Ira Tape, calciatore ivoriano
- 31 agosto - Avalon Wasteneys, canottiera canadese